# Area naturale marina protetta Capo Rizzuto
L'area marina protetta Capo Rizzuto è un'area marina protetta istituita nel 1991 e gestita dalla provincia di Crotone che si estende per quasi 15.000 ettari ed è la maggiore d'Italia per ampiezza.

## Territorio
Si affacciano su di essa otto promontori, tra cui quello del parco archeologico di Capo Colonna, con l'unica colonna del tempio di Hera Lacinia rimasta in piedi; all'altro estremo del parco si trova Punta Le Castella, con il castello aragonese.
Si estende per circa 100 metri dalla costa ed è suddivisa in due aree principali:
A) zona di riserva integrale, a sua volta divisa in altre due parti:
- una subito a sud di Capo Colonna; 
- l'altra più verso Capo Cimiti; che ricoprono circa 6 km di costa. In questa zona è vietato l'accesso, la navigazione, la balneazione e tutto ciò che può alterare l'ambito marino sottostante. Qui le visite sono guidate e regolamentate.
B) L'altra zona è chiamata "riserva generale", parte dal suolo di Crotone, fino alla parte ovest di Le Castella ricoprendo quasi 30 km di costa. Qui le limitazioni sono ridotte, rispetto alla zona di  riserva integrale, e si può anche esercitare la pesca da fermo o da traino.

Paesaggio e natura.

## Flora e fauna
L'importanza di questa riserva marina si può trovare sia nella ricchezza faunistica e floristica marina, sia nelle spiagge bianche dalle acque cristalline.
I fondali in questa zona sono molto bassi a differenza di tutti gli altri della costa Calabra, eccetto alcune zone rocciose; basti pensare che l'isobata dei 10 metri si trova dopo circa 1 chilometro. I fondali, comunque, sono molto ricchi, con praterie di posidonia. 
A seconda del fondale sabbioso o roccioso gli abitanti sono diversi. 
Tra la fauna spiccano i poriferi, cnidari, molluschi; tra le presenze ittiche  cernie, triglie, donzelle e il coloratissimo pesce pappagallo (di origine subtropicale).